# Zwerg-New Hampshire
Das Zwerg-New Hampshire ist ein Zwerghuhn, das aus dem New-Hampshire-Huhn gezüchtet wurde. Aufgrund der guten Legeleistung (Menge und Größe der Eier) wird es zu den „Nutz-Zwerghühnern“ gezählt. Es ist seit 1961 als eigenständige Rasse anerkannt und wird heute in zwei Farbenschlägen gezüchtet: in goldbraun und weiß.

## Geschichte
Erste Versuche, die überaus beliebte Großrasse zu verzwergen, fanden in Österreich statt, waren aber nicht von Erfolg gekrönt. Der goldbraune Farbenschlag wurde 1961 in der Bundesrepublik anerkannt. Als Pionier ist hier Ernst Runne aus Ehlershausen (nähe Hannover) zu nennen. An der Herauszüchtung in der damaligen DDR waren maßgeblich Alfred Zumpe aus Dresden, aber auch Otto Liebing aus Gräfenhain (Thüringen) beteiligt, der nach eigenen Angaben ausschließlich mit Tieren der Großrasse arbeitete und die Zwergform dort 1966 zur Anerkennung bringt. In Westdeutschland wurden aber auch Zwerg-Rhodeländer, Zwerg-Wyandotten, Zwerg-Welsumer und Antwerpener Bartzwerge eingekreuzt bzw. zur Verfeinerung herangezogen.
Der weiße Farbenschlag, der insbesondere durch Ernst Roller aus Gärtringen, und  Arthur Riedel aus Rethem/Aller, erzüchtet wurde, gelangt 1966 zur Anerkennung. Er entsteht durch Verpaarung von Zwerg-Wyandotten, Zwerg-Leghorn, schwarzen Zwerg-Barneveldern und weißen Zwerg-Italienern.

## Rassetypische Merkmale
Die typische Form der Zwerg-New Hampshire-Hühner macht die absolut waagerechte Haltung aus. Der tiefste Punkt des mittellangen, leicht hohlrunden Rückens befindet sich genau über den Läufen. Die Brustpartie sollte gut vorgewölbt sein. Die gelben Läufe sorgen für eine gute Standhöhe. Bei den Hähnen ist die Schwanzpartie gut geschlossen und mit reichlich Sichelfedern bestückt. Die Hennen tragen einen breit angesetzten, aber nur mittellangen Schwanz. Den eher kleinen Kopf krönt ein vier- bis fünfzackiger Einfachkamm. Gesicht und Ohrlappen sind leuchtend rot, die Augen hingegen orange bis rötlich-braun.

### Goldbrauner Farbenschlag
Bei den goldbraunen Hähnen sind Kopf und Halsbehang goldbraun. Sie haben einen etwas dunkleren Sattelbehang und tiefglänzend kastanienbraune Flügeldecken und Schultern. Aufgrund dieser drei Brauntöne spricht man von einem Dreiklang. Steuerfedern und Sicheln des Schwanzes sind schwarz mit feinem Grünglanz. Insgesamt soll das Gefieder des Hahnes einen feinen Glanz aufweisen.

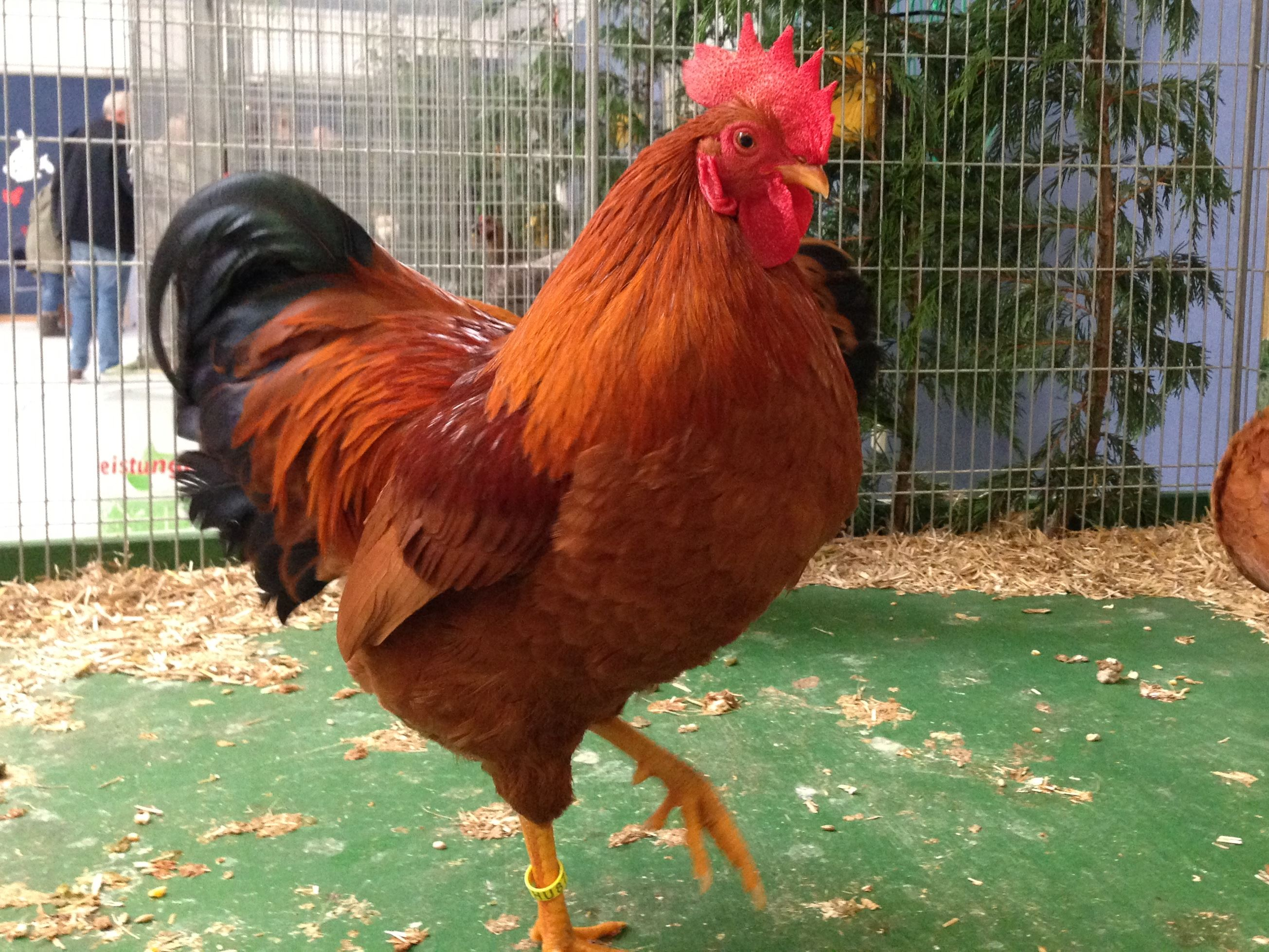
Zwerg-New Hampshire-Hahn, goldbraun

Die Henne ist in der Farbgebung deutlich schlichter. Bei ihr soll das gesamte Mantelgefieder möglichst gleichmäßig und leuchtend goldbraun gefärbt sein (etwa so, wie Brust und Bauch beim Hahn). Der Hals soll etwas heller sein. Arm- und Handschwingen sind in Teilen schwarz gefärbt, die Schwanz- und Steuerfedern hingegen ganz.

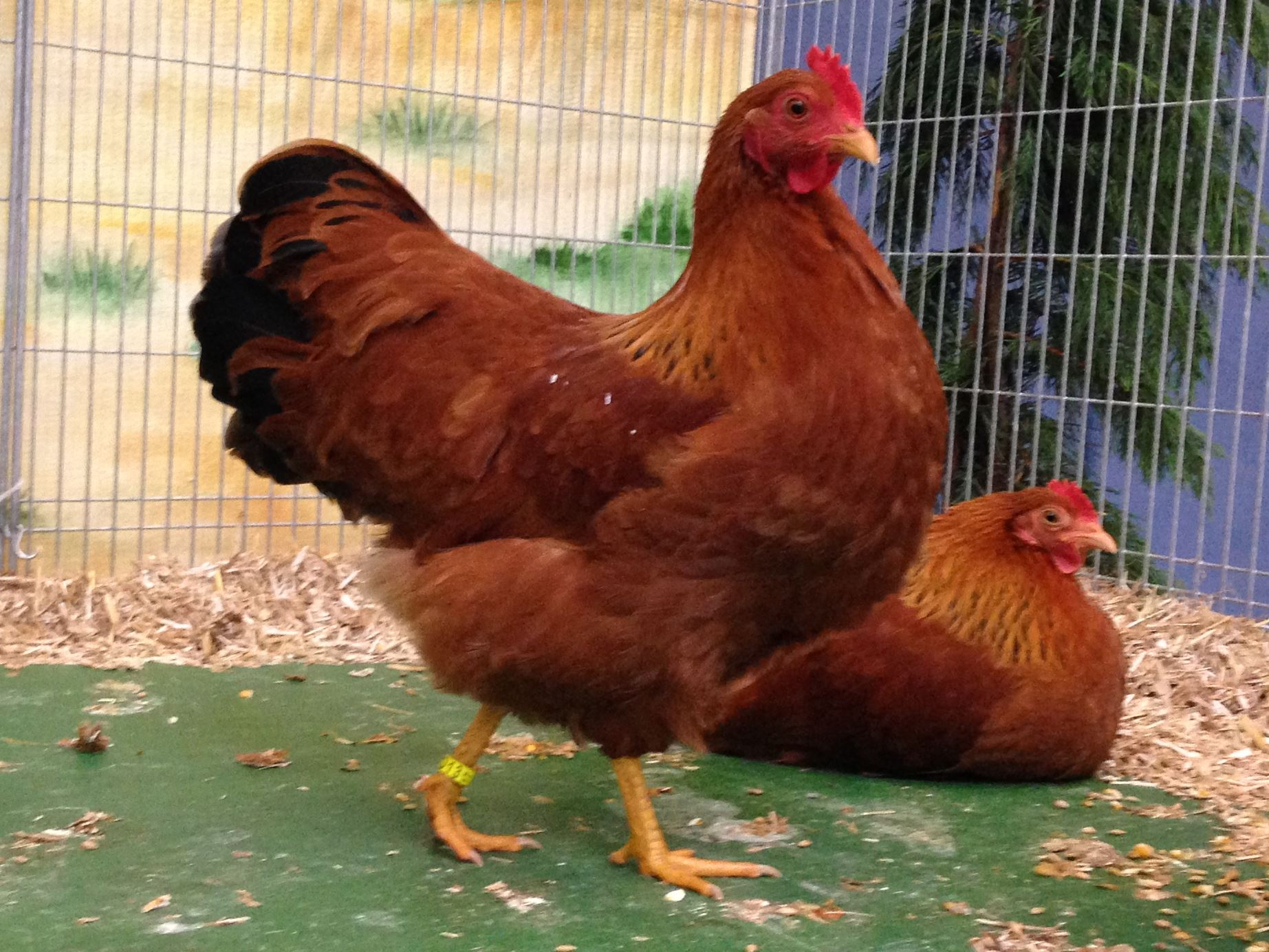
Zwerg-New Hampshire-Henne, goldbraun

### Weißer Farbenschlag
Die weißen Zwerg-New Hampshire sollen ein klar silberweißes Gefieder aufweisen – ohne jegliche braune Einlagerungen.

## Verhalten und Haltung
Den Zwerg-New Hampshire-Hühnern wird ein sehr ruhiges und geselliges Wesen nachgesagt. So ist es auch möglich, größere Herden von ausgewachsenen Hähnen zusammen laufen zu lassen. Die Tiere sind robust und wetterfest, frohwüchsig und frühreif. Weitere Vorzüge sind die in der Regel sehr gute Befruchtung und Schlupfquote bei der Kunstbrut. Der Rasse wurde der Bruttrieb weitestgehend „abgezüchtet“, trotzdem gibt es immer wieder Hennen, die brüten und ihre Küken zuverlässig versorgen.

## Nutzeigenschaften
Das optimale Bruteigewicht wird im Rassestandard mit 40 bis 45 g angegeben. Die Eier der Althennen können aber durchaus auch 55 g wiegen. Auch die Legeleistung fällt nicht selten besser aus, als im Standard vermerkt: Hier werden auch 170 bis 180 der beliebten braunen Eier pro Jahr gezählt. Beides Werte, die sich sehen lassen können und der Rasse zu weiterer Beliebtheit verholfen haben. Außerdem wird den Zwerg-New Hampshire-Hühnern eine ausgezeichnete Futterverwertung attestiert.

## Verbreitung
Die Zwerg-New Hampshire zählen zu den beliebtesten und am weitesten verbreiteten Zwerghühnern in Deutschland. Laut Zuchttierbestandserfassung 2016 des BDRG stehen sie an Platz 4 der beliebtesten Zwerghuhnrassen, mit 989 Zuchthähnen und 4254 Zuchthennen, wobei der Autor des Abschlussberichts die schlechte Meldemoral unter den Züchtern moniert. Aufgrund der guten Nutzeigenschaften ist zudem davon auszugehen, dass sich zahlreiche weitere Hennen und Hähne in Besitz von Haltern befinden, die nicht aktiv züchten und deren Tiere dementsprechend nicht in dieser Statistik erscheinen.